# Fabio Di Celmo
Fabio Di Celmo (Genova, 1º giugno 1965 – L'Avana, 4 settembre 1997) è stato un imprenditore italiano, ucciso a Cuba il 4 settembre 1997 dall’esplosione di una bomba, il cui mandante fu il terrorista anticastrista Luis Posada Carriles, nel bar dell’Hotel Copacabana a l'Avana.

## L'attentato
All'età di 22 anni, terminato il servizio militare e dopo aver viaggiato per alcuni Paesi europei ed americani, Fabio si trasferì in Canada. Poi nel 1993, insieme al padre Giustino, si recò per la prima volta a Cuba al fine di avviare un'attività commerciale di forniture alberghiere. Successivamente si recò diverse volte all'Avana, dove frequentava il bar dell'Hotel Copacabana nella zona residenziale di Miramar.
In quel periodo, dopo il crollo dell'Unione Sovietica e la fine del Comecon, Cuba era entrata in un periodo di forte recessione, il cosiddetto Periodo Especial. Nella seconda metà degli anni novanta l'economia cubana stava cominciando a riprendersi grazie agli ingenti investimenti nel settore turistico, tramite numerose società miste, prevalentemente con imprenditori provenienti dal Canada, come appunto Fabio Di Celmo. In questo contesto, nel 1997, vari attentati terroristici furono effettuati contro le più importanti mete turistiche cubane, da parte di alcuni anticastristi: l'obiettivo era di portare al collasso l'economia di Cuba, al fine di rovesciare il governo socialista presieduto da Fidel Castro.
Il 4 settembre 1997, il terrorista salvadoregno Raúl Cruz León, piazzò una carica di esplosivo C-4 nel bar dell'Hotel Copacabana: nell'esplosione morì Fabio Di Celmo.

### I mandanti
Immediatamente dopo l'esplosione, Raúl Cruz León fu catturato dalla polizia cubana. Il terrorista dichiarò di aver agito alle dipendenze di Luis Posada Carriles, esule cubano e membro della "Fundación Nacional Cubano-Americana", associazione neofascista statunitense che si propone di "riportare la democrazia e la libertà a Cuba".
Posada Carriles, circa un anno dopo, rilasciò un'intervista al New York Times con cui si attribuì la paternità degli attentati, ammettendo i suoi legami con la CIA e l'FBI, affermando: «Quando posso aiutarli, lo faccio». Egli giustificò gli attacchi terroristici a Cuba come «atti di guerra», e la morte di Fabio Di Celmo come «un incidente».
Posada Carriles nel 2018 è morto con la sua famiglia, libero, all'età di 90 anni. Fu arrestato nel 2005 per il semplice reato di immigrazione clandestina, e rilasciato nel 2007. I governi di Cuba e Venezuela ne hanno chiesto l'estradizione, ma i suoi avvocati pagati dalla CIA gli hanno fatto ottenere l'asilo politico, sostenendo che egli «ha sostenuto gli interessi degli Stati Uniti per 40 anni». Sia a Cuba che in Venezuela, Posada Carriles doveva essere processato per terrorismo, strage ed omicidio, essendo colpevole anche di altri gravi attentati, tra cui quello a un volo civile della Cubana de Aviación nel 1976 che costò la vita a 73 persone.
Il 21 giugno 2007 il parlamento italiano ha approvato un ordine del giorno con cui impegna il governo «ad adoperarsi con sollecitudine per la richiesta di estradizione in Italia di Posada Carriles nel caso in cui il procedimento penale all'epoca in corso presso la procura della Repubblica di Roma portasse ad un'incriminazione nei suoi confronti per l'attentato terroristico a L'Avana in cui perse la vita il giovane Fabio Di Celmo».

## Il ricordo
Meno di un anno dopo, nel luogo in cui Di Celmo morì, venne posto un bassorilievo in bronzo con la sua immagine. 
A Bayamo, una sezione del locale museo delle cere dedicata alle vittime del terrorismo espone una statua dedicata a Di Celmo.
A Cuba ogni anno si svolgono alcune iniziative sportivo-culturali, per ricordare la data della sua nascita e della sua morte. 
Ad Arcore, in Lombardia, esiste il "Circolo Italia-Cuba della Brianza" dedicato a Fabio di Celmo e anche a Bologna, dove vivono alcuni suoi parenti, v'è un circolo a lui intestato, aderente alla "Associazione Nazionale di Amicizia Italia-Cuba". Il padre di Fabio, Giustino Di Celmo, è morto quasi centenario il 1º settembre 2015 all'Avana, dove ha vissuto da quando è morto il figlio. La madre, Ora Bassi, è deceduta a Bologna nel 2012.
Alla storia di Fabio di Celmo è dedicato il film "La sottile linea della verità", una produzione Italia-Cuba-Spagna del 2006, del regista Angelo Rizzo. L'attore e cantante italiano Michel Altieri fu chiamato ad interpretare la figura di Fabio, e con la partecipazione di Fidel Castro nei panni di se stesso. La pellicola, presentata al Festival di Berlino nel 2008, ripercorre gli ultimi giorni di vita del giovane italiano. Michel Altieri fu premiato in Campidoglio come "Attore rivelazione".